# Олександрійське
Олександрійське (з 1949 до 2016 року — Димитрове) — селище в Україні, в Олександрійській міській громаді Олександрійського району Кіровоградської області. Колишній центр Олександрійської селищної ради.

## Назва
Селище було назване на честь болгарського комуністичного лідера сталініста Георгія Димитрова. Відповідно до процесу декомунізації, що розпочався в Україні у 2015 році, назва «Димитрове» потрапила до списку топонімів, що підлягають перейменуванню. 12 травня 2016 року Верховна Рада України перейменувала смт Димитрове на Олександрійське.

## Історія
Селище засноване 1947 року і спочатку називалось просто Міське селище. В 1949 році воно отримало статус селища міського типу.

## Вулиці
У селищі налічується 36 вулиць та 11 провулків. Низка вулиць й провулків була перейменована у 2016 та 2023-24 роках у межах декомунізації та деколонізації, спричинених російським вторгненням в Україну.
| Сучасна назва    | Тип   | Колишні назви                                                                | Примітки                                                | Місцевість |
| ---------------- | ----- | ---------------------------------------------------------------------------- | ------------------------------------------------------- | ---------- |
| Андрія Ковтуна   | вул.  |                                                                              |                                                         |            |
| Василя Симоненка | вул.  | Любові Шевцової (змінено: ріш. м.р. від 05.12.2023 № 746)                    | Симоненко Василь Андрійович                             |            |
| Василя Стуса     | вул.  | Олега Кошового (змінено: ріш. м.р. від 05.12.2023 № 746)                     | Стус Василь Семенович                                   |            |
| Весняна          | вул.  | Першотравнева (змінено: ріш. м.р. від 05.12.2023 № 746)                      |                                                         |            |
| Вишнева          | вул.  | Кірова                                                                       |                                                         |            |
| Дачна            | вул.  |                                                                              |                                                         |            |
| Довіри           | вул.  | Крупської                                                                    |                                                         |            |
| Дружби           | вул.  | 40 Років Жовтня                                                              |                                                         |            |
| Затишна          | вул.  | Чкалова (змінено: ріш. м.р. від 30.06.2023 № 646)                            |                                                         |            |
| Зоряна           | вул.  | Ціолковського (змінено: розп. м.г. від 15.04.2024 № 44-з)                    |                                                         |            |
| Калинова         | вул.  | Калініна                                                                     | Калина — рослинна-символ України                        |            |
| Клубна           | вул.  |                                                                              |                                                         |            |
| Козача           | вул.  | Горького (змінено: ріш. м.р. від 30.06.2023 № 646)                           | Козаки                                                  |            |
| Красна           | вул.  |                                                                              |                                                         |            |
| Курганна         | вул.  |                                                                              |                                                         |            |
| Миру             | вул.  | Леніна                                                                       |                                                         |            |
| Незалежності     | вул.  | Бєляєва (змінено: ріш. м.р. від 05.12.2023 № 746)                            | Відновлення державної незалежності України (1990—1991)  |            |
| Озерна           | вул.  | Кутузова (змінено: ріш. м.р. від 05.12.2023 № 746)                           |                                                         |            |
| Олександрійська  | вул.  |                                                                              |                                                         |            |
| Павла Кравченка  | вул.  | Димитрова                                                                    | Кравченко Павло Станіславович. Центральна вулиця селища |            |
| Паркова          | вул.  |                                                                              |                                                         |            |
| Польова          | вул.  | 8 Березня (змінено: розп. гол. ОДА від 26.07.2024 № 659-р)                   |                                                         |            |
| Промислова       | вул.  |                                                                              |                                                         |            |
| Садова           | вул.  | Комсомольська                                                                |                                                         |            |
| Свободи          | вул.  | Панфілова (змінено: ріш. м.р. від 05.12.2023 № 746)                          |                                                         |            |
| Семенівська      | вул.  | Трудових Резервів (змінено: ріш. м.р. від 05.12.2023 № 746)                  | Селище збудоване на місці села Семенівка                |            |
| Сонячна          | вул.  | Карла Маркса                                                                 |                                                         |            |
| Степова          | вул.  |                                                                              |                                                         |            |
| Східна           | вул.  | Матросова (змінено: ріш. м.р. від 30.06.2023 № 646)                          |                                                         |            |
| Транспортна      | вул.  |                                                                              |                                                         |            |
| Українська       | вул.  | Карла Маркса, Зої Космодем'янської (змінено: ріш. м.р. від 05.12.2023 № 746) |                                                         |            |
| Фабрична         | вул.  |                                                                              | На честь колишньої селищної брикетної фабрики           |            |
| Чарівна          | вул.  | Жовтнева (до 2016)                                                           |                                                         |            |
| Шахтарська       | вул.  |                                                                              | Олександріявугілля                                      |            |
| Шевченка         | вул.  |                                                                              |                                                         |            |
| Шкільна          | вул.  |                                                                              |                                                         |            |
| Будівельників    | пров. |                                                                              |                                                         |            |
| Виноградний      | пров. | Димитрова                                                                    |                                                         |            |
| Вишневий         | пров. | Кірова                                                                       |                                                         |            |
| Квітневий        | пров. | Леніна                                                                       |                                                         |            |
| Культурний       | пров. |                                                                              |                                                         |            |
| Курганний        | пров. |                                                                              |                                                         |            |
| Мирний           | пров. |                                                                              |                                                         |            |
| Парковий         | пров. |                                                                              |                                                         |            |
| Промисловий      | пров. |                                                                              |                                                         |            |
| Цегельний        | пров. |                                                                              |                                                         |            |
| Шкільний         | пров. |                                                                              |                                                         |            |

## Економіка
Головні підприємства: теплоелектроцентраль № 3, брикетна фабрика «Димитровська» ВАТ «Енерговугілля», що раніше входили до складу об'єднання Олександріявугілля остаточно збанкрутували наприкінці 2000-них років і були демонтовані.
У селищі розвинена торгівля, є відділення ощадбанку.

## Медицина
В селищі діє лікарня, психоневрологічний інтернат.

## Освіта
У селищі діє навчально-виховний комплекс «Загальноосвітній навчальний заклад І–ІІІ ступенів № 12 — дошкільний навчальний заклад» та дитяча музична школа «Перлина».

## Культура
У селищі є будинок культури, бібліотека.

## Релігія
Діє церква св. апостолів Петра і Павла УПЦ МП.

## Населення

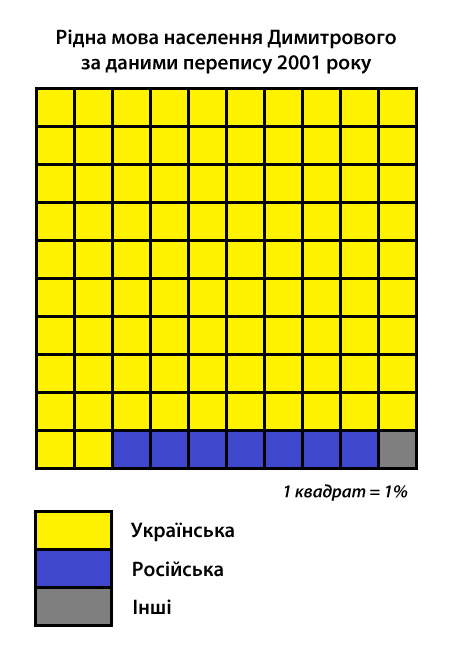
Рідна мова населення Димитрового за даними перепису 2001 року

Населення — 4876 осіб (2011). Населення за переписом 2001 року складало 5672 чоловік.
| Рік/Роки | Населення, мешканців |
| -------- | -------------------- |
| 1959     | 8399                 |
| 1970     | 8906                 |
| 1989     | 6762                 |
| 2001     | 5672                 |
| 2011     | 4876                 |

### Мова
Розподіл населення за рідною мовою за даними перепису 2001 року:
| Мова            | Кількість | Відсоток |
| --------------- | --------- | -------- |
| українська      | 5231      | 92.22%   |
| російська       | 425       | 7.35%    |
| білоруська      | 6         | 0.11%    |
| румунська       | 3         | 0.05%    |
| болгарська      | 1         | 0.16%    |
| інші/не вказали | 6         | 0.11%    |
| Усього          | 5672      | 100%     |

## Постаті
- Кравченко Павло Станіславович (1984—2015) — солдат Збройних сил України, учасник російсько-української війни.
- Шевченко Олександр Олексійович (1993-2023) — солдат Збройних сил України, учасник російсько-української війни.

## Краєвиди

Задній фасад будинку культури
Магазин
Магазин
Амбулаторія загальної практики сімейної медицини № 2
Лікарняний корпус
Дитячий садочок
Школа № 12, один з корпусів
Пожежне депо
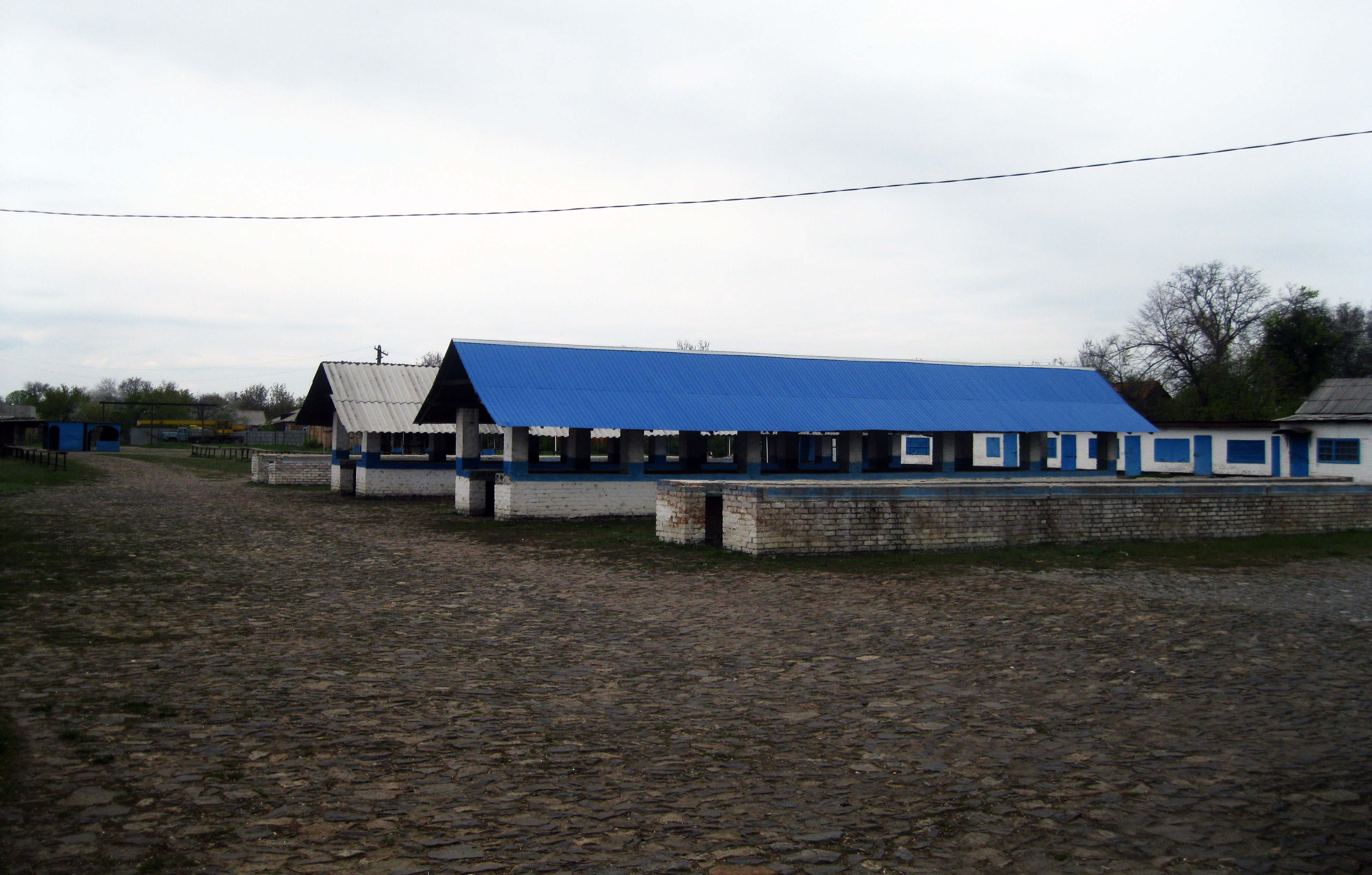
Ринок
Церква УПЦ МП
Вхід до парку
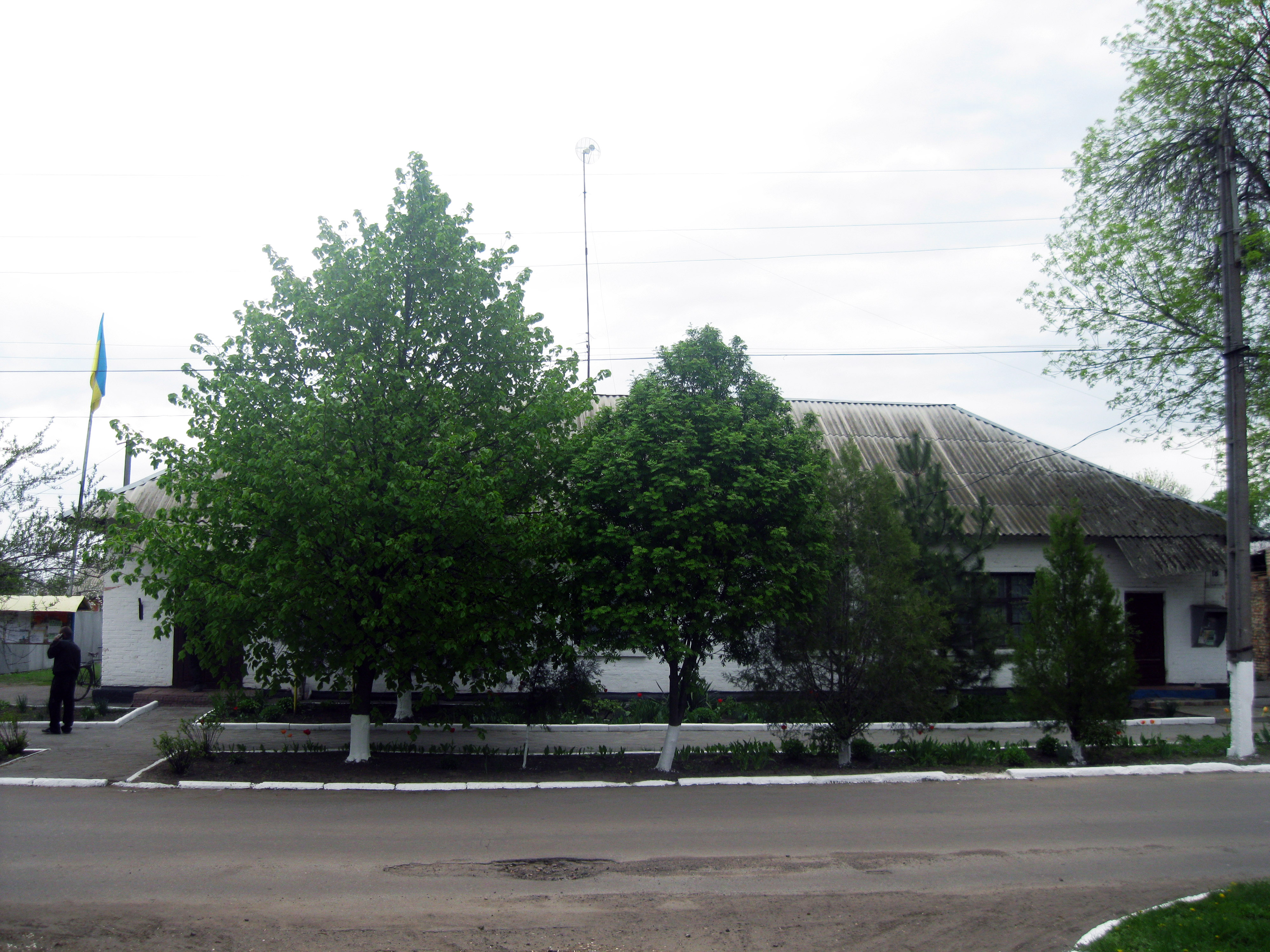
Адміністративна будівля
Автобусна зупинка на центральній вулиці Павла Кравченка
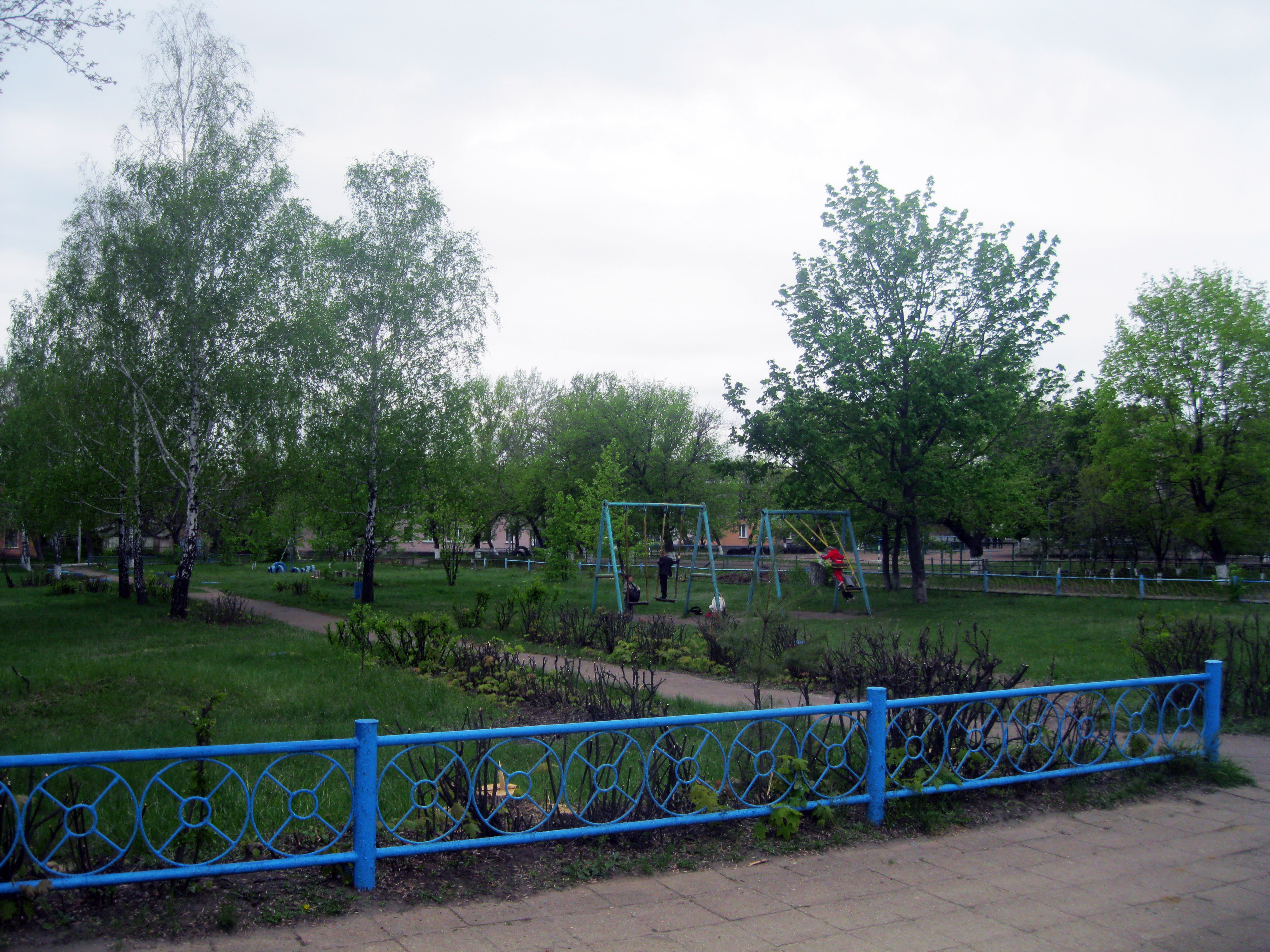
Сквер у центрі
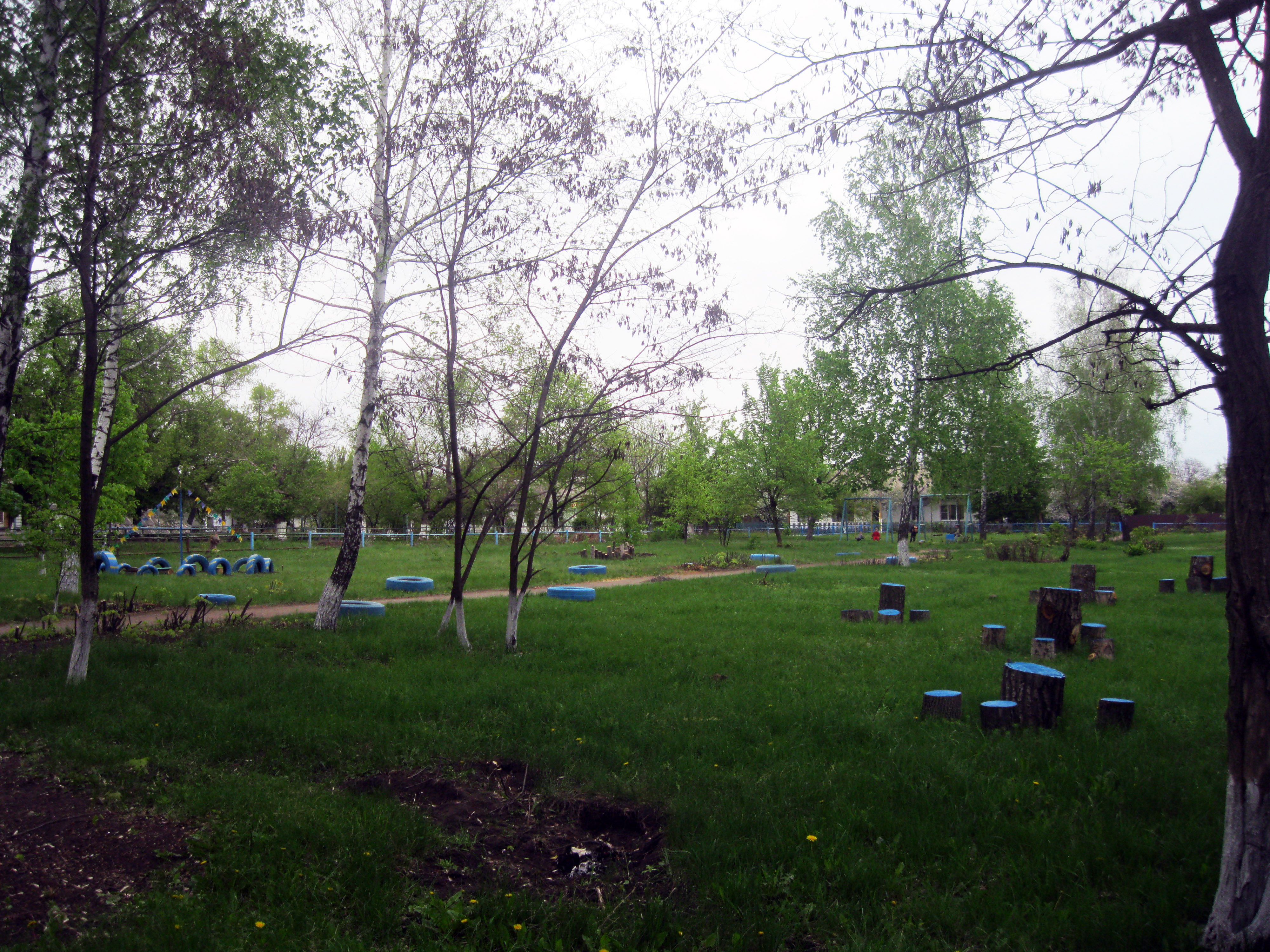
Сквер у центрі
Багатоквартирна забудова у центрі
Багатоквартирна забудова у центрі
Багатоквартирна забудова у центрі
Багатоквартирна забудова у центрі
Багатоквартирна забудова у центрі